# SWF
SWF (Shockwave Flash) foi um formato de arquivo de aplicações web, criado pela Macromedia, depois adquirido pela Adobe. Suportava conteúdo multimídia, além de ser relativamente leve, e por esse motivo foi usado extensivamente na Web para inserir conteúdo multimídia em sites. O formato também foi utilizado para desenvolver animações e gráficos em outros meios, como filmes em DVD e anúncios de televisão.
Com o fim do suporte a este formato a 31 de Dezembro de 2020, a Adobe sugeriu como alternativas: HTML5, WebGL e WebAssembly.

## Descrição
Os arquivos SWF eram basicamente constituídos por vetores, bitmaps e áudio, tendo sua funcionalidade estendida por meio da linguagem ActionScript, que permitia manipulação de dados e interatividade. A IDE mais usada para produção de conteúdo em Flash era o Adobe Flash, compatível apenas com Windows e Mac OS X. Foi possível também produzir arquivos SWF a partir do pacote de código aberto SWFTools (compatível com Linux e outros sistemas tipo Unix), que inclui conversores de imagens, sequenciadores e a linguagem de marcação SC, usada para inserir scripts, botões e formulários.
O objetivo principal do formato SWF era criar arquivos pequenos que permitissem a interatividade e que rodassem em qualquer plataforma. Foi compatível com a maioria dos navegadores Web, por meio de plugins, e com a maioria dos sistemas operacionais, sendo o iOS a mais notável exceção.
O formato era binário, utilizando a compressão Zlib desde 2002 e em geral o objetivo era armazenar usando o menor número de bits.

## Licença
Desde 1º de maio de 2008, o formato SWF é de código aberto, tendo sua especificação disponível.